# Olaf Förster
Olaf Förster (n. 2 noiembrie 1962, Karl-Marx-Stadt, Germania) este un canotor ce a reprezentat Republica Democrată Germană, medaliat olimpic. A participat la o ediție a Jocurilor Olimpice (1988) în care a câștigat o medalie de aur.

## Participări
Lista de mai jos prezintă principalele competiții la care a participat Olaf Förster de-a lungul carierei.
- rowing at the 1988 Summer Olympics – men's coxless four[*][4]